# Boningen
Boningen – miejscowość i gmina w północnej Szwajcarii, w kantonie Solura, w jednostce administracyjnej (Amtei) Olten-Gösgen, w okręgu Olten. Leży nad rzeką Aare. 

## Demografia
W Boningen mieszka 786 osób. W 2021 roku 15,8% populacji gminy stanowiły osoby urodzone poza Szwajcarią.

## Transport
Przez teren gminy przebiegają autostrady A1 i A2.